# Cornu (groupe)
Pour les articles homonymes, voir Cornu.
Cornu est un groupe de rock français. le groupe, qui est actif entre 1996 et 2004, compte deux albums, Cornu, sorti en 1998, et A3 sorti en 2000.

## Biographie
Le groupe est formé en 1996 à la suite de la séparation du groupe Forguette Mi Note. Originaire de Tours, Julie Bonnie (violon et chant) et Ben Bernardi (batterie) ont été rejoints par le bassiste Alex Bonnie (frère de Julie). Leur premier album, intitulé Cornu, sort le 3 février 1998. Le groupe assure la première partie de quelques concerts de Louise Attaque et de Dionysos.
Le second album, intitulé À 3, sort le 11 avril 2000. Yann Tiersen joue du violon et de l'alto sur le morceau Que cet amour. Après une démo de leur troisième album et quelques concerts,, dont la première partie des Rita Mitsouko, le groupe ne retrouve pas de maison de disques pour se produire, et finit par se séparer en 2004.
Après l'arrêt du groupe, Julie Bonnie mène une carrière en solo avec un album (sorti en 2001) et des concerts, avant de devenir écrivaine.

## Discographie
- 1998 : Cornu
- 2000 : À 3